# Trachycephalus jordani
Trachycephalus jordani là một loài ếch trong họ Nhái bén.
Nó được tìm thấy ở Colombia, Ecuador, và Peru.
Các môi trường sống tự nhiên của chúng là các khu rừng khô nhiệt đới hoặc cận nhiệt đới, rừng ẩm đất thấp nhiệt đới hoặc cận nhiệt đới, đầm nước ngọt có nước theo mùa, các đồn điền, vườn nông thôn, các vùng đô thị, và các khu rừng trước đây bị suy thoái nặng nề. Loài này đang bị đe dọa do mất môi trường sống.

## Hình ảnh

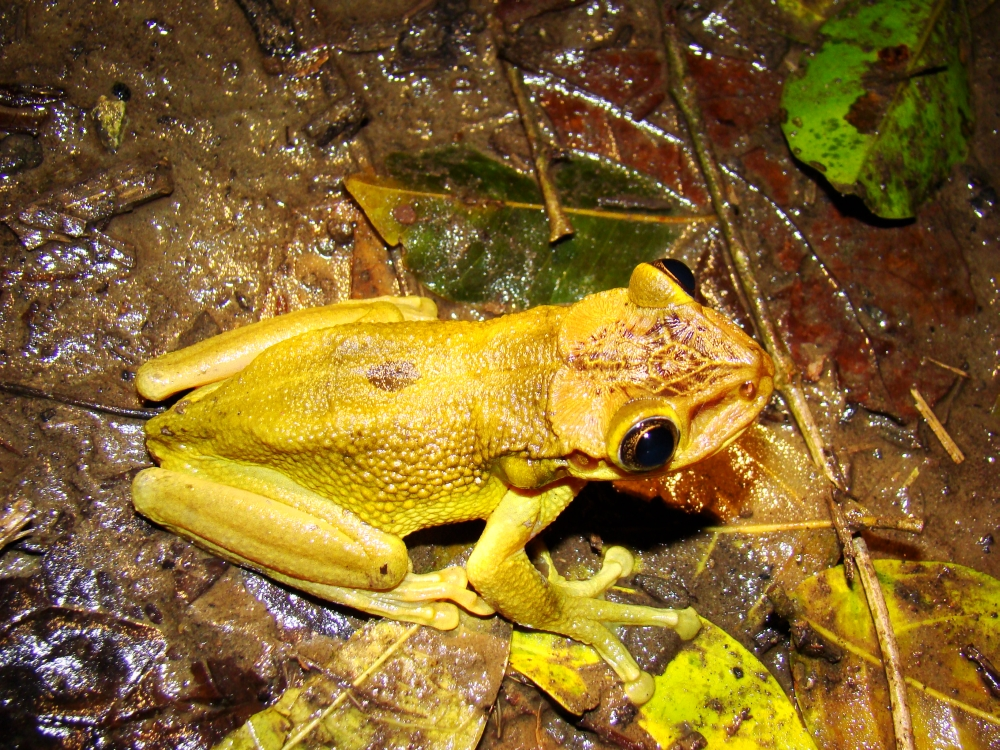